# Mañjuśrī

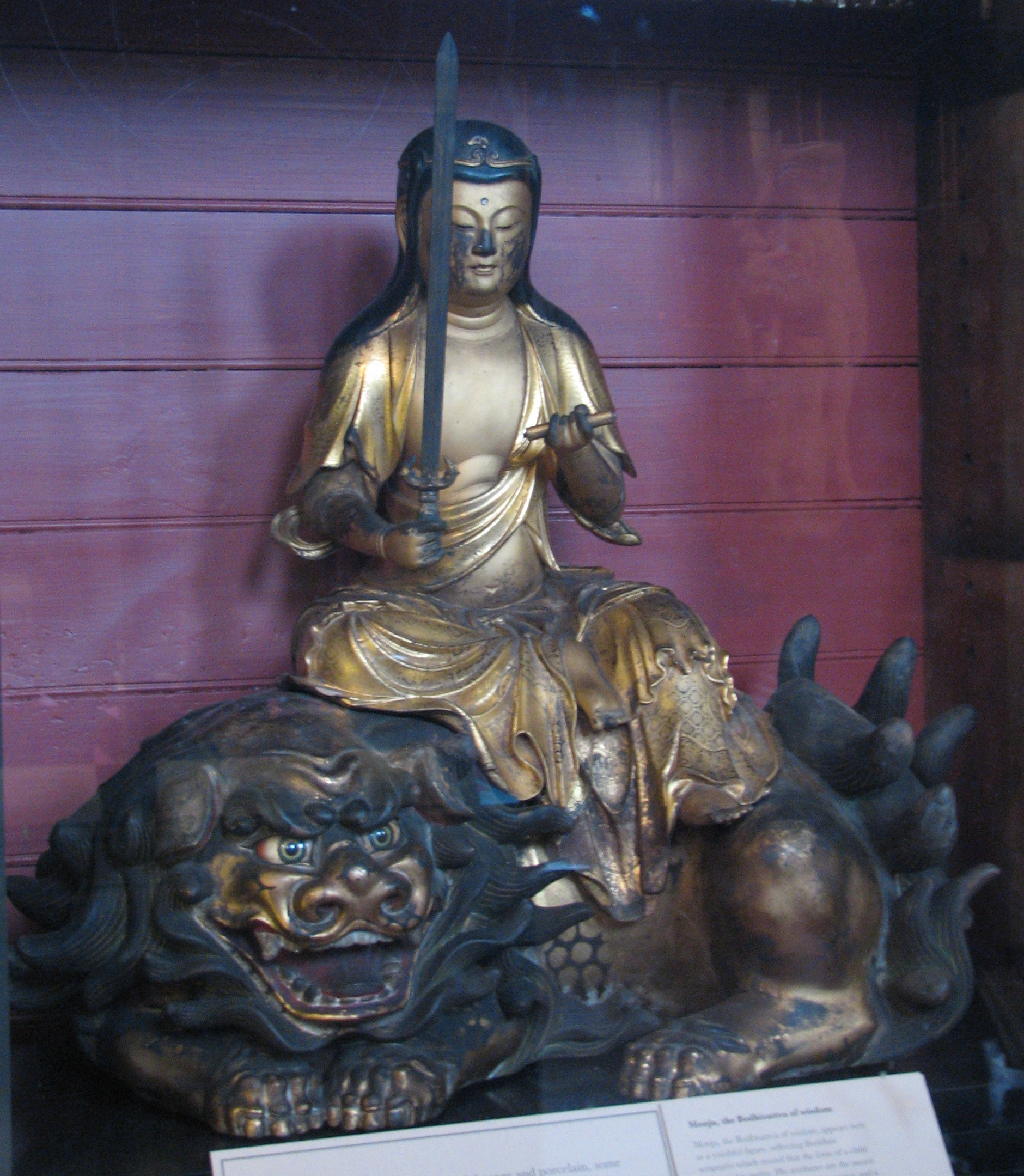
Il bodhisattva mahāsattva Mañjuśrī in una rappresentazione giapponese del XVI secolo conservata al British Museum. Mañjuśrī (giapp. 文殊 Monju) viene qui rappresentato come Siṃhāsana Mañjuśrī (Mañjuśrī a dorso di un leone ruggente). Tale raffigurazione ricorda la leggenda asiatica di un leone che aveva fatto resuscitare con un ruggito i propri cuccioli nati morti. La rappresentazione del "leone ruggente" richiama in Asia la capacità di provocare la rinascita spirituale. Mañjuśrī impugna con la mano destra la "spada" (khaḍga) ad indicare la distruzione dell'ignoranza (avidyā), mentre con la mano sinistra regge un rotolo dei Prajñāpāramitāsūtra con cui infonde la "sapienza" (prajñā).

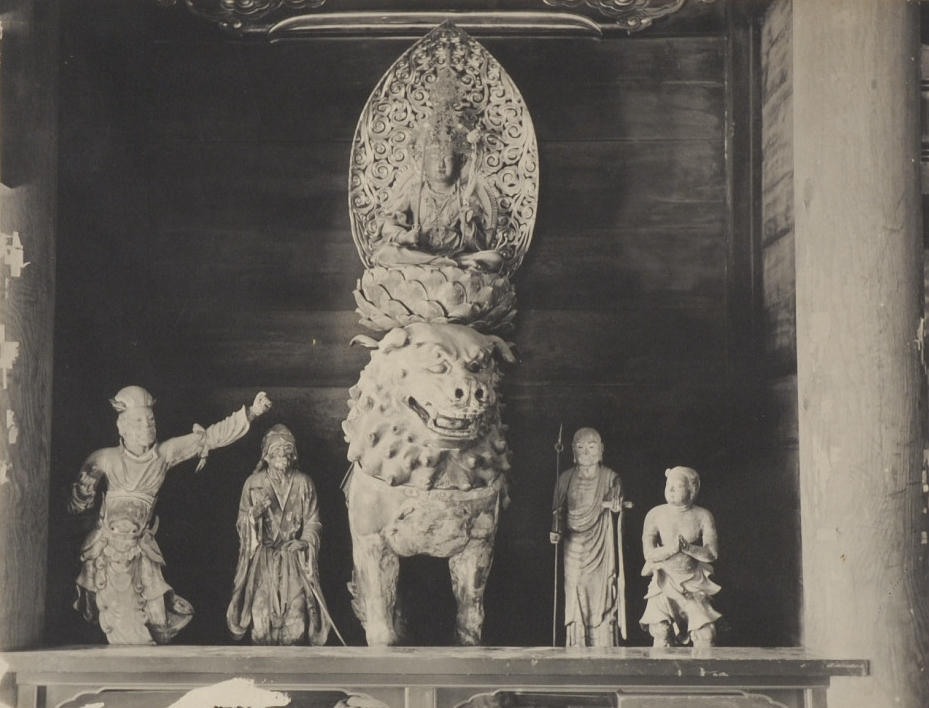
Saidai-ji

Mañjuśrī (sanscrito, devanāgarī: मञ्जुश्री, lett. "Dolce Gloria", anche Mañjughoṣa (मञ्जुघोष, lett. "Dolce Voce"); cinese: 文殊師利 Wénshūshīlì; giapponese: Monjushiri; coreano: 문수사리 Munsusari; vietnamita: Văn thù sư lợi; tibetano: འཇམ་དཔལ་དབྱངས། ’Jam dpal dbyangs) è uno dei più importanti bodhisattva cosmici del Mahāyāna. Nel buddhismo Vajrayana è definito il principio della saggezza di tutti i Buddha, ed è considerato il Bodhisattva della Saggezza del Buddhismo.

## Descrizione
È conosciuto anche in altri modi come Kumarabhuta (lett."Il Giovanile"), o Vagisvara (lett."Custode del Verbo").
Si è voluto ravvisare il prototipo di Manjusri nel Brahmano Sanamkumara (lett."Principe Anziano"), manifestatosi nell'aspetto di Pankasikha (lett."Cinque Ciocche"), il Re dei Gandharva (lett."Che si nutre di odori"), che compare nel Janavasabhasutta del Canone Pali.
Nel Mahayana diventa un interlocutore privilegiato del Buddha Sakyamuni in alcuni Sutra, quali il Prajnaparamitasutra, il Sutra del Loto, il Vimalakartinirdesasutra, il Manjusripariprccha, e il Manjusrinirdesasutra. Secondo Taranatha, Manjusri in persona, assunto l'aspetto di un monaco, avrebbe esposto per primo l'Astasahasarikaprajnaparamitasutra, nel I secolo, durante una visita al re Chandraksita, re dell'Orissa;
La sua figura acquisisce rapidamente notorietà in India, ma anche in tutti i paesi toccati dal Mahayana, e la sua popolarità è confermata da numerose leggende. Una di queste narra che avrebbe viaggiato per la Cina, scegliendo come dimora segreta il Wutaishan (lett."Montagna dai Cinque Picchi").
Secondo lo Svayambhupurana, dalla Cina si sarebbe recato in Nepal per venerare la Fiamma blu dell'Adhibuddha Maha-Vairocana, apparsa su un loto in un lago. Poiché quel luogo sacro, Svayambhuksetra, restava inaccessibile ai pellegrini, con la sua spada Manjusri tagliò in due la montagna a sud del lago e il fiume Baghmati si riversò nella breccia. Fu così che, insieme ai suoi compagni di viaggio, il Bodhisattva poté giungere alla meta e fondarvi un santuario. In questo modo sarebbe nata la valle di Katmandu, in precedenza sommersa dalle acque. La bandiera di questa città rappresenta la sua spada.
Manjusri è considerato il Patrono del Nepal e della Cina, dove il suo culto è altrettanto popolare.
Il Bodhisattva ha una posizione di grande rilievo nell'Aryamanjusrimulakalpasutra (III sec.), che preannuncia la futura letteratura Tantrica.
Nel Vajrayana, il Tantra più importante dedicato a Manjusri è il Manjusri-Namasangiti (lett."L'Omaggio corale al Nome di Manjusri"), che lo descrive come il Principio Universale della Saggezza non-duale di tutti i Buddha ed enumera tutte le sue Qualità o "Nomi", in un lungo poema ritmico di oltre centosessanta stanze.
Nel Mahayana è abbinato ad Avalokitesvara, e simboleggia la Sapienza dei Bodhisattva che procede di pari passo con la loro Compassione.
La Triade dei "Protettori delle Tre Famiglie" (Sans.Trikulanatha), nel Kriyatantra, è formata da Avalokitesvara, Manjusri e Vairapani, e simboleggia le tre Virtù cardinali dei Bodhisattva: La Compassione, la Saggezza e l'Energia o la Potenza.
I tre Bodhisattva in Sambhogakaya sono anche associati alla trasmissione spirituale dei Tantra e fungono da intermediari tra l'Adhibuddha Maha-Vairocana, i Vidyadhara (lett."Detentori della Conoscenza") e i Mahasiddhi (lett."Grandi Realizzati"), che danno origine ai lignaggi umani e non umani: Manjusri è, specificatamente, investito del compito di trasmettere i Tantra nel regno dei Devas.
Manjusri fa anche parte del gruppo degli otto Bodhisattva Mahasattva (lett."Grandi Esseri"), detti "Gli otto Figli Prossimi o Vicini"
(Sans. Asta Upaputra).
Egli risiede inoltre nel "Campo di Buddha" detto Vimala (lett."La Pura"), la più splendida Terra Pura che sia mai esistita (dopo Sukhavati). In essa Egli raggiungerà la Buddhità e sarà conosciuto come Sarvatrikalocana (lett."Vista Universale").
In Cina, Giappone e in Tibet è invocato per affinare le facoltà intellettive, la memoria, l'erudizione e l'eloquenza.
Esistono molti Sadhana, lodi e Mantra dedicati a Manjusri; Fra questi i più diffusi sono: Om Vagisvari Mum (dove Mum è la sua Sillaba seme) e Om Arapacana Dhi (dove Dhi è un'altra sua Sillaba seme e Arapacana è uno dei suoi molti nomi e significa "Fuoco Veloce").

## Iconografia
Manjusri possiede molteplici aspetti.
Nel suo aspetto più consueto è raffigurato come un adolescente dai capelli annodati in cinque crocchie, seduto a gambe incrociate, con una spada fiammeggiante nella mano destra (che serve a recidere il velo dell'Illusione e delle apparenze, ed è l'emblema della Prajñā, la "Suprema Conoscenza"), e nella sinistra lo stelo di un loto blu (Uptala), sormontato dal volume della Prajnaparamita (che rappresenta lo studio e la conoscenza che ne risulta). A volte nella sua capigliatura appare il Jina Aksobhya, a significare il suo legame con la Famiglia Vajra.
Gli altri aspetti di Manjusri sono:
1. Arapacana. Di carnagione dorata, brandisce una spada e nella sinistra un vajra. È circondato da quattro emanazioni simili a lui.
2. Vadiraja (lett."Re tra i disputanti"). Dalla carnagione rossa, con entrambe le mani nel vitarkamudra (lett."Gesto dell'insegnamento"), con due loti blu sopra le spalle sui quali poggiano a destra una spada e a sinistra un libro, seduto sopra un leone con il capo girato verso l'osservatore (o sopra un trono sorretto da leoni).
3. Sita Manjusri (lett."Manjusri Bianco"). Seduto nella postura adamantina, con la mano destra nel varadamudra (lett."Gesto del dono") che tiene un loto sul quale si trova una spada, e la mano sinistra sollevata che regge un loto sormontato da un libro.
4. Dharmasankhasamadhi Manjusri (lett."Manjusri in Meditazione"). Dalla carnagione gialla, seduto nella postura del loto, con le mani nel grembo nel dhyanuimudra (lett."Gesto della meditazione").
5. Namasangiti (lett."Canto Favorevole"). Di carnagione arancione, con tre volti (arancione quello centrale, nero quello di destra e bianco quello di sinistra) e quattro braccia, seduto nella postura adamantina. Con le prime due mani regge la spada e il libro, e con le restanti un arco e una freccia.
6. Vajrananga (lett."L'Adamantino senza corpo"). Di carnagione dorata, ha un volto e sei braccia. È in piedi, con la gamba destra divaricata; Tiene a destra un arco, una freccia fioritae la spada, e a sinistra uno specchio, un loto blu e un rametto di asoka rosso.
7. Manjuvajra (lett."Nobile Adamantino"). È seduto nella postura adamantina, di color rosso zafferano, ha tre volti (rosso quello centrale, nero quello di destra, bianco quello di sinistra) e sei braccia. Con il primo paio di braccia stringe a sé la sua Consorte (Tib.Yum) Sarasvati, con il secondo paio stringe, rispettivamente, una spada e un loto blu, e con il terzo paio stringe un arco e una freccia.
8. Maharaga (lett."Grande Passione"). È nella postura della confortevolezza. È di colore rosso chiaro, con quattro volti dall'espressione passionale e otto braccia. Stringe a destra arco, uncino, spada e vajra, e a sinistra freccia, corda, libro e campana. In questo aspetto è connesso alla Famiglia Padma di Amitabha.
9. Siddhaikavira (lett."Eroe Realizzato"). È seduto nella postura del loto, di carnagione dorata splendente, con la mano destra nel varadamudra che tiene lo stelo di un loto blu, e la sinistra poggiata sul grembo. L'immagine di Aksobhya compare nella sua capigliatura, ed è circondato da otto Deità Irate.
10. Dharmadhatu Vagisvara (lett."Il Custode del Verbo del Dharmadhatu"). È seduto nella postura adamantina, di carnagione bianca, ha quattro volti e otto braccia. Un paio di mani sono nel vitarkamudra, le altre reggono una spada, un libro, un arco, una freccia, un vajra e una campana. Siede sopra un loto o un leone. Questo aspetto è connesso alla famiglia Tathagata dell'Adhibuddha Mahavairocana.

## I nomi di Manjusri nelle varie tradizioni
- Wenshu (文殊), o Wenshushili (文殊師利) in cinese;
- Monju (文殊?) in giapponese;
- Jampelyang in tibetano;